# Trosmis
Trosmis (en llatí Trosmis, en grec antic Τροσμίς) era una ciutat de la Baixa Mèsia a la vora de Danubi on tenia el quarter general la Legió I Iovia (segons l'Itinerari d'Antoní) o la Legió II Herculia (segons la Notitia Imperium). Podria ser l'actual Matchin.